# Xysticus acerbus
Xysticus acerbus là một loài nhện trong họ Thomisidae.
Loài này thuộc chi Xysticus. Xysticus acerbus được Tord Tamerlan Teodor Thorell miêu tả năm 1872.